# 금병매

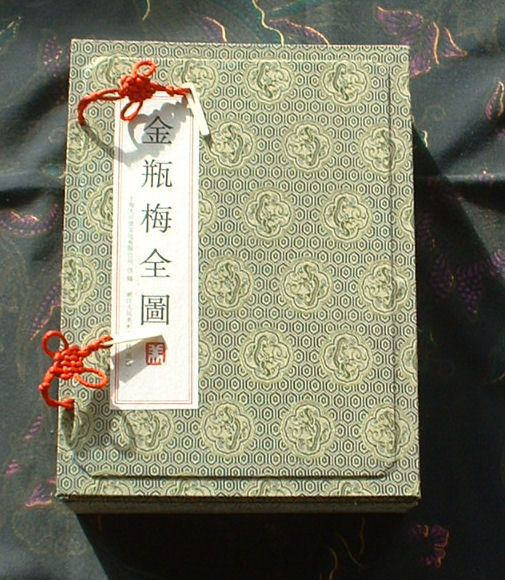
금병매

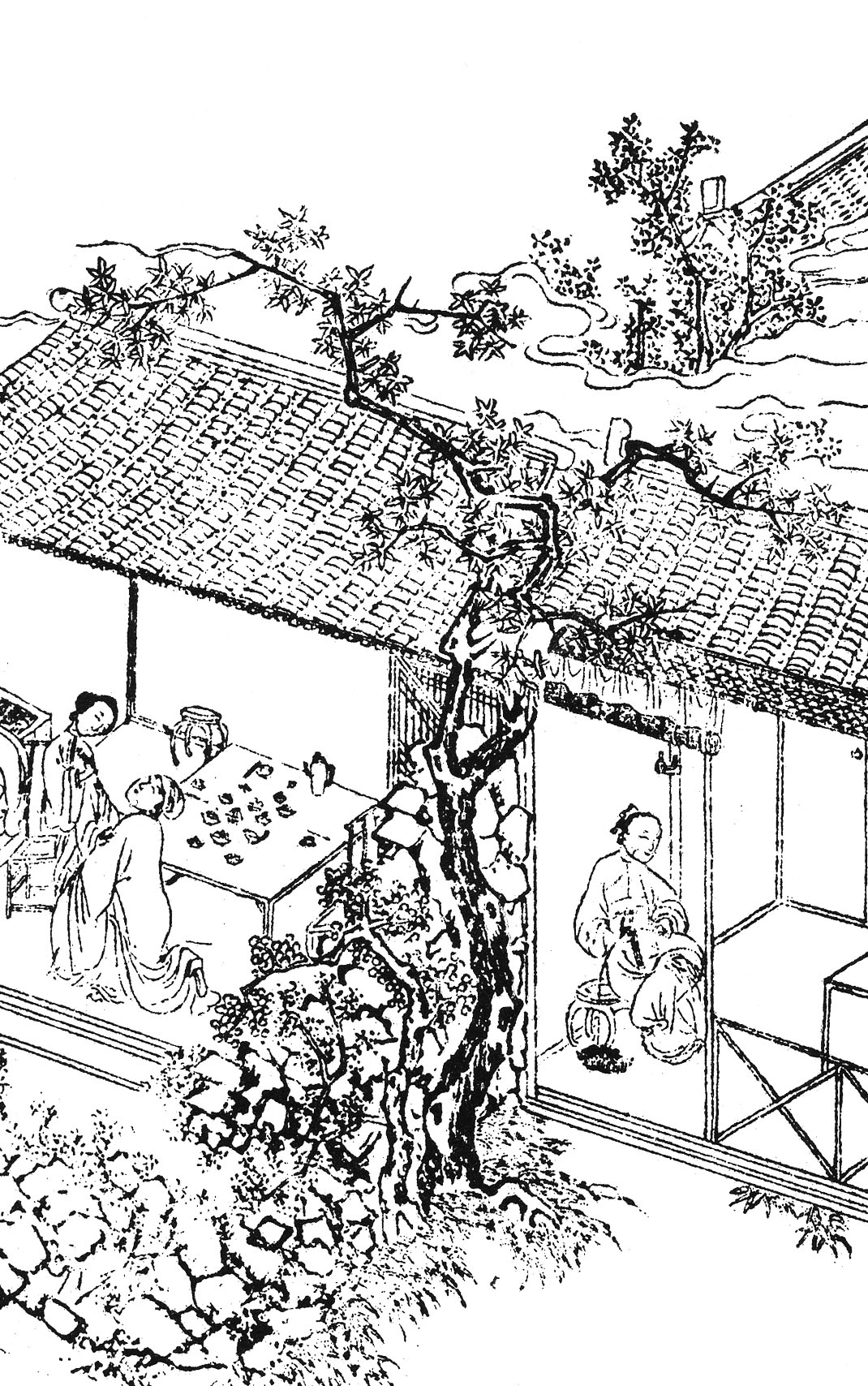
금병매의 삽화

금병매(중국어 간체자: 金瓶梅, 정체자: 金瓶梅, 병음: Jīn píng méi 진핑메이[*], 광둥어: gam1ping4mui4 감핑무이) 또는 금병매사화(金甁梅詞話)는 중국 명대(明代)의 장편소설이다. 전 100회로 소소생(笑笑生)의 작품으로 알려져 있다.
책명은 주요 인물인 세 여인의 이름(반금련, 이병아, 방춘매)에서 유래했다. 『수호전(水滸傳)』과 함께 북송(北宋) 말년의 작품이라고 되어 있는데 작품의 세계는 오히려 현대와 깊은 관련이 있으며, 작자의 본명이나 내력이 미상이면서도 한 사람의 창작이라는 성격은 의심의 여지가 없는 점에서 소설사상 선구하는 지위를 차지한다. '음서(淫書)'라는 이유로 몇 번이나 관(官)에서 금지당했는데 이 대소설의 문학성 따위는 금압자(禁壓者)의 안중에는 없었기 때문이다.

## 주요 내용
금병매는 송대(宋代) 임청(臨淸)을 배경으로 전개된다. 위세 좋은 약방 주인 서문경(西門慶)은 떡 장수인 무대랑(武大郞)의 아내 반금련(潘金蓮)과 밀통하고, 금련을 빼앗기 위한 서문경의 과욕은 무대랑의 독살로까지 이어진다. 이때 무대랑의 아우인 무송(武松)이 돌아온다. 여기까지는 『수호전』의 내용을 그대로 빌었지만 아직 100회 중 몇 회 부분의 줄거리에 불과하다. 이후는 영웅호걸이 아닌 당대를 살아가는 현실속 주요 인물들의 욕망을 과감하게 드러내고 작자의 감정을 이입하여 전개시킨다. 서문경은 뇌물의 힘으로 무송의 복수를 피하고 반금련을 다섯째 부인으로 맞아들인다. 이웃 친구(화자허)의 불행을 이용해 화자허의 아내인 이병아(李甁兒)도 여섯째 부인으로 삼는다. 이 밖에도 서문경은 왕성한 색욕(色慾)을 충족하려고 살인, 모함, 권력을 이용한 압력 행사 등 갖은 수단을 쓴다. 금전이나 권세에 지나치게 탐닉해 약방 외에 비단 등의 옷감 장사에도 손을 뻗치고 염인을 획득하여 소금을 판매하며, 엽관(獵官) 및 매직으로 관직도 얻는다.
집 안팎에서는 주로 반금련에 의해 첩끼리의 반목이 발생하고 주변 사람들 간 복잡하게 관계되며, 질투·추종·불행·사기 등의 악덕과 거기 수반되는 불행이 소용돌이친다. 결국 서문경은 자신의 욕망을 절제하지 못하고 호승이 준 미약(최음제)을 과다 복용해 젊은 나이에 요절한다. 이병아와 이병아의 아들을 죽음으로 몰아넣은 반금련은 돌아온 무송에게 살해되는데 영락(零落)과 이산(離散)의 막이 내릴 때까지 반금련의 시녀였던 춘매(春梅)를 중심으로 음란하고 방자스러운 인간의 모습 등은 여전히 계속된다. 최후에 선량하고 신앙심이 깊었던 본처 오월랑(吳月娘)만이 끝까지 수절하고 평안을 얻지만 외아들을 출가(出家)시키고 만다.

## 한국어 번역
- 강태권 옮김, 《완역 금병매》(전 10권), 문예춘추사, 2022년 9월 30일

## 참고 문헌
- 이 문서에는 다음커뮤니케이션(현 카카오)에서 GFDL 또는 CC-SA 라이선스로 배포한 글로벌 세계대백과사전의 내용을 기초로 작성된 글이 포함되어 있습니다.